# ルアラバ州
ルアラバ州（ルアラバしゅう、）は、コンゴ民主共和国南東部の州。
2005年の人口は167万7288人、面積は12万1308km2、人口密度は14人/km2。
州都はコルヴェジ。

## 歴史
1963年6月30日にカタンガ州から分離した後、1966年4月24日に東カタンガ州と合併し、北カタンガ州として統合され後にカタンガに統合された。
当時の知事はドミニク・ディウル(1929年生まれ)であり、1963年9月23日から1966年4月24日まで務めた。

## 隣接州
- 北：ルルア州、ロマミ州
- 北東：上ロマミ州
- 東：上カタンガ州
- 南東：北西州
- 南：モシコ州
- 西：南ルンダ州
- 北西：北ルンダ州